# Bunzac
Bunzac – miejscowość i gmina we Francji, w regionie Nowa Akwitania, w departamencie Charente.
Według danych na rok 1990 gminę zamieszkiwały 332 osoby, a gęstość zaludnienia wynosiła 25 osób/km² (wśród 1467 gmin regionu Poitou-Charentes Bunzac plasuje się na 686. miejscu pod względem liczby ludności, natomiast pod względem powierzchni na miejscu 666.).